# Engwiller
Engwiller település Franciaországban, Bas-Rhin megyében. Lakosainak száma 470 fő (2022. január 1.). Engwiller Bitschhoffen, Uhrwiller, Gumbrechtshoffen, Kindwiller, Mietesheim és Uttenhoffen községekkel határos.

## Népesség
A település népességének változása:
| Lakosok száma | 482  | 496  | 505  | 501  | 499  | 494  | 486  | 478  | 470  |
|               | 2013 | 2015 | 2016 | 2017 | 2018 | 2019 | 2020 | 2021 | 2022 |